# Givira albosignata
Givira albosignata är en fjärilsart som beskrevs av Emilio Ureta 1957. Givira albosignata ingår i släktet Givira och familjen träfjärilar. Inga underarter finns listade i Catalogue of Life.